# Đất nước đứng lên
Đất nước đứng lên là tiểu thuyết về đề tài chiến tranh nổi tiếng của nhà văn Nguyên Ngọc được hoàn thành vào cuối năm 1955.

## Nội dung
Là câu chuyện kể về cuộc đấu tranh giữ đất giữ làng của dân làng Kông Hoa, một buôn làng người Ba Na, ở Tây Nguyên trong cuộc kháng chiến chống Pháp của Việt Nam.
Nhân vật chính trong tiểu thuyết là Núp, là một nhân vật có thật và là câu chuyện thật của Đinh Núp.

## Chuyển thể
Tác phẩm đã được dựng thành phim cùng tên vào năm 1995 và có nhiều trích đoạn được đưa vào sách giáo khoa của Việt Nam .
Năm 2005, tác phẩm đã được chuyển thể thành vở nhạc kịch cùng tên do nhạc sĩ An Thuyên sáng tác. Vở do những nhạc sĩ, biên đạo múa, diễn viên của trường Cao đẳng Nghệ thuật Quân đội dàn dựng, trong đó Y Garia đóng vai chính anh hùng Núp. Vở nhạc kịch được chia làm 6 cảnh mang tên: Đạn bom và câu hỏi lớn; Nương rẫy thân yêu; Bắn Pháp chảy máu; Cơn đói và niềm tin; Luồng gió mới; Chiến đấu và chiến thắng. Trước đấy, nhà văn Nguyên Ngọc đã từng phát biểu trên báo rằng tác giả nhạc kịch đã vi phạm bản quyền khi dàn dựng mà chưa xin phép, về sau nhạc sĩ An Thuyên đã trực tiếp gặp mặt và xin lỗi tác giả tiểu thuyết. Do đó vở nhạc kịch vẫn được công diễn bình thường tại Nhà hát Lớn Hà Nội vào tối 17 đến 18 tháng 8, và được truyền hình trực tiếp trên VTV vào Quốc khánh 2 tháng 9.

## Tái bản
Tháng 4 năm 2014, nhân kỉ niệm 100 năm sinh của anh hùng Núp, lần đầu tiên tiểu thuyết này được phát hành với phiên bản tiếng Ba Na, sau hơn hai năm được ông Y Phon - giáo viên ở làng Kon Chră, xã H'Ra, huyện Mang Yang, Gia Lai - soạn thảo.